# 2409 Chapman
2409 Chapman (1979 UG) là một tiểu hành tinh vành đai chính được phát hiện ngày 17 tháng 10 năm 1979 bởi E. Bowell ở trạm Anderson Mesa thuộc Đài thiên văn Lowell.